# Forno Telheiro
Forno Telheiro é uma povoação portuguesa sede da Freguesia de Forno Telheiro do Município de Celorico da Beira, freguesia com 20,76 km2 de área e 597 habitantes (censo de 2021), tendo, por isso, uma densidade populacional de 28,8 hab./km².

## Geografia
Forno Telheiro faz fronteira com as freguesias de Santa Maria, São Pedro, Ratoeira, Baraçal e Minhocal no Município de Celorico, Aldeia Nova no Município de Trancoso e Fuinhas no Município de Fornos de Algodres.
Distando 7 km da sede do município, é formada pelos lugares de Celorico da Beira-Gare, Casas do Rio, Quintas do Salgueiro e Cardal. Constitui, logo a seguir às freguesias da vila de Celorico, a freguesia mais populosa, graças à sua localização na margem direita do rio Mondego, proximidade da Estação de Celorico e acessos condizentes.

## História
Antiquíssimo lugar, aqui se encontra a Necrópole de São Gens, pertença de povos ancestrais, antigo cemitério, constituindo um dos maiores e mais antigo, existente nas beiras.
Existem ali quatro espécies de túmulos: uns em forma de banheira, outros triangulares, outros antropomórficos e outros cavados em pedras móveis.
O castro do Torreão, atesta-nos da sua ocupação antiga e tendo os romanos, explorado o estanho por estas paragens, aproveitando também as águas termais de Santo António.
A designação Forno Telheiro, deve-se ao facto de ali ter existido e se ter desenvolvido a indústria da telha, facto que é confirmado pelo lugar da Ribeira das Olas (em latim designa olaria) e nas suas margens os indícios de construções romanas, através de blocos de argila maciça.
Antiga vila, conserva ainda vestígios da sua categoria, através da forca e pelourinho.
No tempo das invasões francesas, a Igreja e aldeia ocupadas serviram de hospital de campanha e num lugar, Chão dos Ingleses, estão sepultados inúmeros soldados aliados.

## Demografia
A população registada nos censos foi:
| Distribuição da População por Grupos Etários | Distribuição da População por Grupos Etários | Distribuição da População por Grupos Etários | Distribuição da População por Grupos Etários | Distribuição da População por Grupos Etários |
| -------------------------------------------- | -------------------------------------------- | -------------------------------------------- | -------------------------------------------- | -------------------------------------------- |
| Ano                                          | 0-14 Anos                                    | 15-24 Anos                                   | 25-64 Anos                                   | > 65 Anos                                    |
| 2001                                         | 112                                          | 115                                          | 397                                          | 214                                          |
| 2011                                         | 86                                           | 72                                           | 389                                          | 188                                          |
| 2021                                         | 54                                           | 49                                           | 296                                          | 198                                          |

## Património
- Pelourinho de Fornotelheiro

## Economia
É na freguesia de Forno Telheiro que se localiza o Parque Industrial do Município de Celorico da Beira, e os poucos industriais que nele se encontram, dão emprego a muita gente da freguesia e arredores, sobretudo mão-de-obra feminina.
A agricultura na freguesia também emprega algumas famílias, e abrange sobretudo a pecuária, a olivicultura e as árvores de fruto.
Associado ao seu rico património histórico-cultural, e à dinâmica da freguesia, o termalismo é um outro recurso que Forno Telheiro pode oferecer ao visitante ou a quem das suas águas necessita para doenças de pele, gastro-intestinais ou hepáticas.
Freguesia com grande número de jovens, encontra neles actividades como o teatro, o desporto e a preservação do seu rico património, entre outras actividades, todas elas reunidas bem como os jovens, numa associação, OPI-JOVEM.
Também o desporto faz parte desta freguesia, participando a Associação Desportiva, Recreativa e Cultural de Fornotelheiro no respetivo campeonato distrital.

## Anexas
- Celorico da Beira Gare
- Quintas do Salgueiro
- Casas do Rio
- Cardal

## Infraestruturas educativas
- Jardim de Infância de Forno Telheiro
- Jardim de Infância de Celorico Gare
- Escola Primária de Forno Telheiro
- Escola Primária de Celorico da Beira
- Escola Primária de Casas do Rio

## Infraestruturas sociais desportivas e culturais
- Sede de Junta de Freguesia
- Lar de Terceira Idade (particular)
- Associação Desportiva Recreativa e Cultural de Forno Telheiro
- Associação de Melhoramento de Celorico Gare
- Campo de Futebol de Forno Telheiro
- Sala de Espectáculos de Forno Telheiro
- Associação Juvenil OPI Jovem (http://opijovem.blogspot.com)

## Casas de culto
- Igreja de Nossa Senhora da Graça
- Capela de S. José (Quintas do Salgueiro)
- Capela de Nossa Senhora da Graça (Casas do Rio)

## Festividades
- Festa do Menino Jesus (Maio)
- Festa de S. José - Quintas do Salgueiro (Março)
- Festa de Stº. António - Celorico Gare (Setembro)
- Festa de Nossa Senhora da Graça - Casas do Rio (1º Domingo de Agosto)

## Locais a visitar
- Forca - Necrópole de S. Gens
- Termas de Santo António - Igreja Matriz
- Cruzeiro - Fonte da Praça - Lapa
- Ponte das Olas - Torreão da Cabeça